# Jah Wobble
Jah Wobble (født John Joseph Wardle 11. august 1958) er en engelsk bassist, sanger, poet og komponist.
Han slog igennem som bassist i bandet Public Image Ltd i de sene 1970'ere og tidligere 1980'ere. Han forlod dog bandet efter at have udgivet to albums med dem. Herefter har han optrådt solo lige siden.
Hans ene datter Hayley Angel Wardle er skuespiller. I 2009 udgav han sin selvbiografi Memoirs of a Geezer.

## Diskografi
Bemærk at denne liste er ufuldendt. Du kan hjælpe med at færdiggøre den

### Med Public Image Ltd.
- 1978 First Issue/Public Image
- 1979  Metal Box/Second Edition
- 1980 Paris au Printemps/Paris In The Spring

### Solo
- 1980 The Legend Lives on…Jah Wobble in Betrayal
- 1980 V.I.E.P.
- 1982 Bedroom Album
- 1983 Snake Charmer
- 1985 Neon Moon
- 1991 Rising Above Bedlam